# Конрад II фон Грюнинген-Ландау
Конрад II фон Грюнинген-Ландау (на немски: Konrad II, Graf von Grüningen-Landau; † ок. 24 август 1300) е граф на Грюнинген-Ландау на замък Ландау на Дунав от страничната линия Грюнинген-Ландау на графовете на Вюртемберг.
Той е син на граф Хартман I фон Грюнинген († 1280) и втората му съпруга Хедвиг фон Феринген († 1315), дъщеря на граф Волфрад III фон Феринген († 1267/1268) и Анна († сл. 1254). Брат е на Лудвиг фон Грюнинген († 1300/1315), каноник в Аугсбург, Еберхард I фон Грюнинген-Ландау († ок. 1323) и полубрат на Хартман II фон Грюнинген († 1275).
Баща му Хартман I отказва на новия крал Рудолф фон Хабсбург (упр. 1273 – 1291) да върне дарението си Грюнинген на империята, което води до дългогодишни военни конфликти и до пленяването му на 6 април 1280 г. Той умира след половин година затвор. Рудолф фон Хабсбург взема графската титла от синовете му. Те започват да се наричат фон Грюнинген-Ландау и по-късно само фон Ландау на замък Ландау на Дунав.
През 1323 г. замъкът Ландау трябва да бъде продаден.

## Фамилия
Конрад II фон Грюнинген-Ландау се жени пр. 14 май 1295 г. за Луитгард фон Бургау († 13 май 1295), вдовица на граф Лудвиг II фон Тек († 1280 /1282), дъщеря на маркграф Хайнрих II фон Бургау (†1293) и Аделхайд фон Албек († 1280). Те имат една дъщеря:
- Анна фон Грюнинген-Ландау (* пр. 1295), монахиня